# Age of Empires III
Age of Empires III is het derde deel (Age of Mythology niet meegeteld) uit de reeks computerspellen Age of Empires, ontwikkeld door Ensemble Studios en uitgegeven door de Microsoft Game Studios. Age of Empires III verscheen op 22 oktober 2005 en is het vervolg op Age of Empires II: The Age of Kings.
Het spel is chronologisch een vervolg op zijn voorganger. Het speelt zich af tussen het jaar 1500 tot voor de Amerikaanse Burgeroorlog, de tijd van de kolonisatie van het pas (her)ontdekte werelddeel Amerika.

## Gameplay
Beginnend met een beperkt aantal eenheden en gebouwen kan men door het verzamelen van grondstoffen nieuwe gebouwen neerzetten en nieuwe soldaten trainen. Met soldaten kunnen vervolgens vijandelijke spelers (computer of andere mensen via inter-/intranet) worden aangevallen. Naast militaire strategieën zijn er ook economische mogelijkheden om vooruit te komen, zoals het sluiten van verbonden met de inheemse Amerikaanse bevolking en het bezetten van de verschillende handelsposten in het spel.

### Volkeren
De speler krijgt het bevel over een van de volgende acht volkeren:
- Britten: de huizen van de Britten kosten 35% meer dan de huizen van de andere volkeren, maar als je een huis zet, krijg je een gratis dorpeling (settler). Dit levert een voordeel wanneer je van het ene tijdsperk (age) naar het andere aan het evolueren bent. Je kunt dan namelijk geen dorpelingen aanmaken uit het dorpscentrum. De Britten hebben als specifieke gevechtseenheden de langboogschutter (longbowman) – deze heeft de verste schietafstand in het spel – en de congreveraket (kortweg rocket). Hun beste eenheden zijn de redcoat-musketier en de huzaren van de garde (guard hussar).

- Spanjaarden: de Spanjaarden hebben als voordeel dat ze snel de kaarten uit hun kaartenstapel (deck, zie onder) kunnen gebruiken. Dit maakt hen heel flexibel in het begin van het spel. Bovendien kunnen ze als eerste in het spel, dat wil zeggen in het eerste tijdperk (zie onder), gevechtseenheden (oorlogshonden) maken, wanneer alle andere volkeren dit nog niet kunnen. De beste eenheden van de Spanjaarden zijn hun oorlogshonden, de espada-rodelero, de garrochista-lansier en de tercio-piekenier; hun specifieke eenheden zijn de rodelero, de lansier en de missionaris.

- Fransen: de Fransen hebben geen gewone dorpelingen, maar coureurs des bois. Deze eenheid is duurder dan een normale dorpeling, maar doet alles sneller. Ze zijn ook relatief sterk en kunnen daarom ook nog worden gebruikt als gevechtseenheid wanneer de Fransen worden aangevallen. De Fransen hebben de sterkste cavalerie van het spel, de kurassier (cuirassier). Deze is ook specifiek voor de Fransen. Hun beste eenheden zijn de gendarme-kurassier en de voltigeur.

- Portugezen: de Portugezen krijgen bij elke overgang van het ene tijdperk naar het andere een gratis huifkar (covered wagon). Hiermee kan een gratis dorpscentrum worden neergezet waardoor ze snel veel dorpelingen kunnen maken. De verkenner van de Portugezen heeft daarnaast een verrekijker, waarmee hij een nog niet verkend gebied kan zien. Hun specifieke manschappen zijn de cassador en het orgelkanon. Hun beste manschappen zijn de jinete-dragonder en de guerreiro-musketier.

- Nederlanders: de Nederlandse dorpelingen kosten goud in plaats van voedsel. In het begin is dit een voordeel, want om naar het tweede tijdperk te gaan is alleen maar voedsel nodig. Andere volkeren kunnen zich focussen op voedsel terwijl de Nederlanders hun dorpelingen moeten verdelen over twee grondstoffen. Vanaf het tweede tijdperk kunnen de Nederlanders echter banken bouwen. Deze produceren goud zonder dat ze daar bouwers voor hoeven te gebruiken. Hun specifieke manschappen zijn de gezant (envoy), de ruyter en het fluitschip (fluyt). Hun beste manschappen zijn de carabinierruyter en de Nassau-hellebaardier.

- Duitsers: de Duitsers beginnen met verzamelwagens (settler wagons) in plaats van gewone dorpelingen. Deze wagens zijn equivalent aan twee gewone dorpelingen van de andere volkeren (met uitzondering van coureurs des bois). Ze kunnen deze krijgen door middel van een speciale kaart uit de stapel, die de mogelijkheid deze wagens in molens te produceren activeert. Tevens zijn ze verkrijgbaar bij de eeuwwisseling naar het tweede tijdperk of direct als een kaart uit de stapel. Ze kunnen de huurlingen (die alleen als een kaart uit de stapel te huren zijn) vroeger gebruiken dan de andere volkeren. De unieke eenheden van de Duitsers zijn de Doppelsöldner, de ulaan, de oorlogswagen en de verzamelingswagen; hun beste manschappen zijn de Pruisische naaldscherpschutter (needle gunner) en de czapka-ulaan.

- Ottomanen: de Ottomanen krijgen constant, zij het met lage snelheid, gratis dorpelingen. Ze kunnen dus geen dorpelingen kopen, maar ze kunnen wel de hoeveelheid dorpelingen en de snelheid waarmee die geproduceerd worden opdrijven vanuit de moskee (andere volkeren hebben een kerk in plaats van een moskee). Hun unieke manschappen zijn de janitsaar (janissary), de abuskanonnier (abus gun), de spahi, het dardanellenkanon (great bombard), de galei en de imam; naast de baratcu-grenadier hebben ook de Ottomanen als beste eenheid de garde-huzaar.

- Russen: de Russen kunnen snel een heel groot leger op de been brengen, doordat hun basiseenheden, waaronder de strelets (meervoud streltsy) in groepen opgeleid worden en de trainingstijd kort is. Het nadeel is dat de strelets is niet bepaald een sterke eenheid is (sterker nog, streltsy zijn de zwakste soldaten in het spel). Hun unieke manschappen zijn de strelets, de kozak en de oprichnik; hun beste eenheden zijn de Tataarse boogruiter (Tartar cavalry archer) en de Pavlov-grenadier.

In de campagne kan de speler ook soms beschikken over een aantal indianenstammen. Dit zijn de Azteken, Carib, Cherokee, Comanche, Cree, Inca's, Iroquois, Maya, Nootka, Seminole, Sioux en de Tupi. Sommige van deze stammen worden in de uitbreidingen volledig beschikbaar.

### Tijdperken
Het spel is ingedeeld in vijf tijdperken: het ontdekkingstijdperk (Discovery Age), de koloniale tijd (Colonial Age), de fortentijd (Fortress Age), het industrieel tijdperk (Industrial Age) en het imperiumtijdperk (Imperial Age).

### Spelmodi
De speler kan kiezen tussen de skirmish-spelmodus en de campagnemodus. Bij skirmish wordt het spel gespeeld op een willekeurig terrein, en is het aan maximaal acht spelers de taak als laatste over te blijven. Deze modus heeft twee varianten: supremacy, waarin alle spelers met een kleine basis beginnen die ze langzaam op moeten bouwen, en deathmatch, waarbij de spelers beginnen met veel grondstoffen en dus gelijk een groot leger kunnen opleiden. Skirmish kan ook in teams worden gespeeld.
In de campagnemodus wordt een aantal missies doorlopen volgens een (semi-)historisch scenario. De campagne draait rond de Schotse familie Black, die emigreert naar Amerika. Zij moeten de Azteken helpen bij hun gevecht tegen de Spanjaarden, in de Franse en Indiaanse oorlogen moeten ze de Britse kolonies helpen te veroveren, en in Zuid-Amerika helpen ze bij de daar aan de gang zijnde revolutie.

### Graphics
In tegenstelling tot de eerdere versies van het spel is Age of Empires III volledig driedimensionaal. De speler kan in- en uitzoomen op het speelveld. Het spel gebruikt voor zijn natuurkundige simulaties dezelfde engine als Half-Life 2, namelijk de Havok 2 Physics Engine.

### Kaartenstapel
Een groot verschil met Age of Empires II: The Age of Kings is dat de speler gebruik kan maken van een zogenaamde stapel kaarten. Deze stapel bestaat uit een aantal kaarten die afhankelijk zijn van het volk waarmee gespeeld wordt, het niveau van de thuisstad (home city) en een eventuele uitbreiding. Er bestaan veel verschillende soorten kaarten, waaronder extra grondstoffen, gratis gevechtseenheden of een kaart die een economische of militaire bonus geeft. Tijdens het spel krijgen spelers punten (XP, van experience) voor alle handelingen (bouwen, aanvallen enzovoorts), en met deze punten kunnen de spelers hun kaarten activeren. Naarmate meer gespeeld wordt, stijgt het niveau van de thuisstad en komen er meer kaarten beschikbaar die een speler aan zijn stapel kan toevoegen. Zo kan iedereen een persoonlijke stapel maken die goed aansluit bij een bepaalde strategie. Een goed uitgebalanceerde stapel is van cruciaal belang voor het behalen van de overwinning in het spel.

### Lijst van eenheden
|                  | Britten | Spanjaarden | Fransen | Portugezen | Nederlanders | Duitsers | Ottomanen | Russen |
| ---------------- | ------- | ----------- | ------- | ---------- | ------------ | -------- | --------- | ------ |
| Explorer         | ✔       | ✔           | ✔       | ✔          | ✔            | ✔        | ✔         | ✔      |
| War Dog          |         | ✔           |         |            |              |          |           |        |
| Explorer Dog     | ✔       |             | ✔       | ✔          | ✔            | ✔        | ✔         | ✔      |
| Settler          | ✔       | ✔           |         | ✔          | ✔            | ✔        | ✔         | ✔      |
| Coureur des bois |         |             | ✔       |            |              |          |           |        |
| Envoy            |         |             |         |            | ✔            |          |           |        |
| Pikeman          | ✔       | ✔           | ✔       | ✔          | ✔            | ✔        |           |        |
| Musketeer        | ✔       | ✔           | ✔       | ✔          |              |          |           | ✔      |
| Crossbowman      |         | ✔           | ✔       | ✔          |              | ✔        |           |        |
| Rodelero         |         | ✔           |         |            |              |          |           |        |
| Skirmisher       |         | ✔           | ✔       |            | ✔            | ✔        |           |        |
| Halberdier       |         |             | ✔       | ✔          | ✔            |          |           | ✔      |
| Cassador         |         |             |         | ✔          |              |          |           |        |
| Strelet          |         |             |         |            |              |          |           | ✔      |
| Döppelsoldner    |         |             |         |            |              | ✔        |           |        |
| Janissary        |         |             |         |            |              |          | ✔         |        |
| Longbowman       | ✔       |             |         |            |              |          |           |        |
| Priest           | ✔       |             | ✔       | ✔          | ✔            | ✔        |           | ✔      |
| Missionary       |         | ✔           |         |            |              |          |           |        |
| Imam             |         |             |         |            |              |          | ✔         |        |
| Hussar           | ✔       | ✔           | ✔       | ✔          | ✔            |          | ✔         |        |
| Lancer           |         | ✔           |         |            |              |          |           |        |
| Dragoon          | ✔       | ✔           | ✔       | ✔          |              |          |           |        |
| Ruyter           |         |             |         |            | ✔            |          |           |        |
| Cossack          |         |             |         |            |              |          |           | ✔      |
| Oprichnik        |         |             |         |            |              |          |           | ✔      |
| Uhlan            |         |             |         |            |              | ✔        |           |        |
| War Wagon        |         |             |         |            |              | ✔        |           |        |
| Cavalry Archer   |         |             |         |            |              |          | ✔         | ✔      |
| Spahi            |         |             |         |            |              |          | ✔         |        |
| Cuirassier       |         |             | ✔       |            |              |          |           |        |
| Falconet         | ✔       | ✔           | ✔       |            | ✔            | ✔        | ✔         | ✔      |
| Heavy Cannon     |         | ✔           | ✔       | ✔          | ✔            | ✔        |           | ✔      |
| Rocket           | ✔       |             |         |            |              |          |           |        |
| Organ Gun        |         |             |         | ✔          |              |          |           |        |
| Abus Gun         |         |             |         |            |              |          | ✔         |        |
| Great Bombard    |         |             |         |            |              |          | ✔         |        |
| Grenadier        | ✔       |             |         |            | ✔            |          | ✔         | ✔      |
| Culverin         | ✔       | ✔           | ✔       | ✔          | ✔            | ✔        | ✔         | ✔      |
| Mortar           | ✔       | ✔           | ✔       | ✔          | ✔            | ✔        | ✔         | ✔      |
| Fishing Boat     | ✔       | ✔           | ✔       | ✔          | ✔            | ✔        | ✔         | ✔      |
| Caravel          | ✔       | ✔           | ✔       | ✔          | ✔            | ✔        |           | ✔      |
| Galleon          | ✔       | ✔           | ✔       | ✔          |              | ✔        |           | ✔      |
| Galley           |         |             |         |            |              |          | ✔         |        |
| Fluyt            |         |             |         |            | ✔            |          |           |        |
| Frigate          | ✔       | ✔           | ✔       | ✔          | ✔            | ✔        | ✔         | ✔      |
| Monitor          | ✔       | ✔           | ✔       | ✔          | ✔            | ✔        | ✔         | ✔      |

## Macintosh-versie
Pas in september 2006 verscheen de Macintoshversie van Age of Empires III, overgezet door "MacSoft Games Studios", het bedrijf dat ook de vorige versies van Age of Empires voor de Macintosh ontwikkelde. Deze versie is veel duurder geworden dan de Windowsversie.

## Uitbreidingen
In oktober 2006 verscheen het eerste uitbreidingspakket voor Age of Empires III genaamd The War Chiefs. In deze uitbreiding worden drie indianenstammen toegevoegd die de speler op dezelfde manier kan kiezen als de volkeren in het basisspel. Daarnaast verschijnen nieuwe kaarten, nieuwe eenheden en onder andere een mogelijkheid tot revolutie.
In oktober 2007 werd de tweede uitbreiding The Asian Dynasties uitgebracht. De belangrijkste toevoeging van deze uitbreiding zijn drie Aziatische volkeren: China, India en Japan.

## Soundtrack
De soundtrack van Age of Empires III is door Stephen Rippy en Kevin McMullan gecomponeerd.
| Age of Empires III: Original Soundtrack nummerlijst | Age of Empires III: Original Soundtrack nummerlijst |
| --------------------------------------------------- | --------------------------------------------------- |
| 1.                                                  | Noddinagushpa (Main Title)                          |
| 2.                                                  | Across the Ocean Sea                                |
| 3.                                                  | Get Off My Band                                     |
| 4.                                                  | Felonious Junk                                      |
| 5.                                                  | Ruinion                                             |
| 6.                                                  | A Pirate's Temper                                   |
| 7.                                                  | I, Menevero                                         |
| 8.                                                  | Scruffy and Underfed                                |
| 9.                                                  | Leisurely Brows                                     |
| 10.                                                 | A Hot Meal                                          |
| 11.                                                 | Bubble Chum                                         |
| 12.                                                 | Of Licious                                          |
| 13.                                                 | Rest with Us                                        |
| 14.                                                 | Get Ye Sum                                          |
| 15.                                                 | Where's My Uncle                                    |
| 16.                                                 | Muptop                                              |
| 17.                                                 | Meet These French                                   |
| 18.                                                 | Old Timer                                           |
| 19.                                                 | Major Rewrite / General Chunks                      |
| 20.                                                 | Take His Toes                                       |
| 21.                                                 | Happy to You                                        |
| 22.                                                 | Camels, Straws, and Backs                           |
| 23.                                                 | Years in the Making                                 |
| 24.                                                 | Last Name: Crane, Ichabod                           |
| 25.                                                 | Ludus Perditus (The End of Happy Times)             |
| 26.                                                 | Niceterium (The Sound of One Hand Clapping)         |
| 27.                                                 | There is Weather / Decisions are Made (End Credits) |